# Біргіт Прінц
Біргіт Прінц (нім. Birgit Prinz, 25 жовтня 1977, Франкфурт-на-Майні, ФРН) — німецька футболістка. Більшу частину своєї кар'єри провела в клубі «Франкфурт».

## Клубна кар'єра
Принц почала кар'єру в молодіжному клубі SV Dörnigheim FC. Дебютувала у Бундеслізі за ФСВ «Франкфурт», де вона грала з 1992 по 1998 рік. У «Франкфурті» вона виграла два чемпіонати і два кубки.
У 1998 році Прінц перейшла у новостворений ФФК «Франкфурт» і виграла ще сім чемпіонатів і кубків. Як і попередній команді, тут Прінц грала в дуеті з Сандрою Смісек. Їх прозвали Keks und Krümel (нім. Печиво і Крихітка).
У 2003 році Прінц відхилила пропозицію від клубу італійської чоловічої Серії А «Перуджа», побоюючись потрапляння до резерву в чоловічу команду. Виступаючи за «Франкфурт», Прінц завоювала безліч особистих нагород, в тому числі Футболістка року в Німеччині з 2001 по 2008 роки. З 2003 по 2005 вона тричі поспіль була обрана гравцем року ФІФА. 12 серпня 2011 року оголосила про завершення кар'єри.

## Національна збірна
Прінц зіграла свій перший матч за збірну Німеччини 27 липня 1994 року в віці 16 років проти Канади. У 1995 році вона була наймолодшим гравцем, який коли-небудь грав у фіналі Кубка світу.
У листопаді 2003 року Прінц стала капітаном команди. В рамках німецької збірної Принц виграла чемпіонат світу двічі, в 2003 і 2007 роках. Принц з 14 м'ячами є найкращим бомбардиром чемпіонатів світу за весь час, а також найкращим бомбардиром на Олімпіаді з 10 м'ячами (спільно з Крістіаною). Прінц є однією з найвідоміших футболісток в світі.

## Досягнення

### Клубні
- Чемпіонка Німеччини (9): 1995, 1998, 1999, 2001, 2002, 2003, 2005, 2007, 2008
- Володарка Кубка Німеччини (10): 1995, 1996, 1999, 2000, 2001, 2002, 2003, 2007, 2008, 2011
- Володарка Суперкубка Німеччини (2): 1995, 1996
- Володарка Кубка УЄФА серед жінок (3): 2002, 2006, 2008

### Збірна
- Чемпіонка світу: 2003, 2007
- Чемпіонка Європи (5): 1995, 1997, 2001, 2005, 2009
- Олімпійська бронзова медаль (3): 2000, 2004, 2008
- Володарка Кубка Алгарве (1): 2006

### Індивідуальні
- Футболістка року ФІФА: 2003, 2004, 2005
- Футболістка року в Німеччині (8): 2001, 2002, 2003, 2004, 2005, 2006, 2007, 2008
- Найкращий гравець чемпіонату Європи: 1995
- Найкращий гравець та найкращий бомбардир чемпіонату світу: 2003 (7 голів)
- Найкращий бомбардир Бундесліги (4): 1996–97 , 1997–98 , 2000–01 , 2006–07
- Срібний лавровий лист (2): 2003, 2007